# Alegeri legislative în Germania de Vest, 1953
Alegerile federale germane din 1953 pentru desemnarea unui nou Bundestag al Germaniei de Vest au avut loc pe data de 6 septembrie 1953.

## Rezultate
Un număr de membri (6 CDU, 11 SPD, 5 FDP) indirect aleși de către Legislatura de la Berlin nu au fost incluși în tabelul de mai jos. Este de asemenea notat că ținutul Saarland nu a participat la aceste alegeri.
|                                                                          | Partid                                                                   | Voturi     | Procentaj | Procentaj | Total Mandate | Total Mandate | Procentaj de Mandate |
| ------------------------------------------------------------------------ | ------------------------------------------------------------------------ | ---------- | --------- | --------- | ------------- | ------------- | -------------------- |
| Uniunea Creștin-Democrată CDU                                            | Uniunea Creștin-Democrată CDU                                            | 10,016,594 | 36,4 %    | +11,2%    | 191           | +76           | 39,1 %               |
| Uniunea Creștin-Socială CSU                                              | Uniunea Creștin-Socială CSU                                              | 2,427,387  | 8,8 %     | +3,0%     | 52            | +28           | 10,7 %               |
| Partidul German PD                                                       | Partidul German PD                                                       | 1,073,031  | 3.3%      | -0.7%     | 15            | -2%           | 3,1%                 |
| Partidul German de Centru DZP                                            | Partidul German de Centru DZP                                            | 217,078    | 0,8 %     | - 2,3%    | 3             | - 7           | 0,6 %                |
| Partidul Liber Democrat FDP                                              | Partidul Liber Democrat FDP                                              | 2,629,163  | 9,5 %     | -2,4%     | 48            | -4            | 9,9 %                |
| Alianța Germană a tuturor celor expatriați și lipsiți de drepturi GB-BHE | Alianța Germană a tuturor celor expatriați și lipsiți de drepturi GB-BHE | 1,613,215  | 5,9 %     | + 5,9%    | 27            | + 27          | 5,5 %                |
| Partidul Comunist KPD                                                    | Partidul Comunist KPD                                                    | 611,317    | 2,2%      | - 3,5%    | 0             | - 15          | 0,0 %                |
| Partidul Social Democrat SPD                                             | Partidul Social Democrat SPD                                             | 7,944,943  | 28.8%     | -0,4%     | 151           | +20           | 31,0%                |
|                                                                          | Alte partide                                                             | 1,018,544  | 4,3%      |           | 0             |               | 0,0%                 |
|                                                                          | Total                                                                    | 27,551,272 | 100,0 %   |           | 487           | + 85          | 100.0 %              |